# Dexter (plemeno skotu)
Dexter je nejmenší evropské plemeno skotu. Je to trpasličí verze irského plemene kerry, výška krav v kříži je pouze 96–104 cm a hmotnost okolo 300 kg. Je to skot s dvoustrannou užitkovostí, dlouhověký a nenáročný, populární zvláště v malých domácích chovech.

## Historie
Dexter je plemeno pocházející z jihozápadního Irska a je přímým potomkem černého skotu Keltů. Vyšlechtěno bylo v 18. století panem Dexterem, jehož cílem bylo vytvořit malé plemeno skotu s dobrou mléčnou i masnou užitkovostí. Na počátku plemene stála malá kráva s krátkými končetinami a býk plemene kerry. Do Velké Británie se plemeno dostalo v roce 1882 a v roce 1892 byla založena Dexter Cattle Society.

## Charakteristika
Dexter je miniaturní plemeno skotu, v dospělosti má poloviční velikost oproti středním plemenům, jako je herefordský skot, a jen třetinovou výšku oproti velkým plemenům, jako je holštýn. Má široký a hluboký trup a silně osvalenou záď, hlava je krátká a široká. Většina zvířat je rohatá, rohy směřují nahoru. Končetiny jsou krátké, u části zvířat je zkrácení končetin výraznější a to často bývá způsobeno přítomností genu způsobující chondrodysplazii, poruchu růstu chrupavek, která je své heterozygotní podobě způsobuje trpasličí vzrůst. Tato alela je pro homozygoty letální. Způsobuje s životem neslučitelnou deformaci telat, a tato tzv. buldočí telata jsou zpravidla v druhé polovině březosti potracena. Většina zvířat je černých, občas se vyskytují červená a šedohnědá zvířata.
Krávy mají dobré mateřské vlastnosti a snadno se telí, plemeno je rané a může se zapouštět už mezi 15–18 měsíci věku. Jsou také dlouhověké a mohou dávat telata i déle než 14 let. Dojené krávy dosahují užitkovosti kolem 3000–3500 kg mléka za laktaci s tučností kolem 4 % a obsahem bílkoviny 3,5 %. Vynikající je i užitkovost masná, maso je kvalitní, dobře mramorované, jateční býci se porážejí kolem dvou let věku a jatečná výtěžnost přesahuje 56 %.

## Fotogalerie

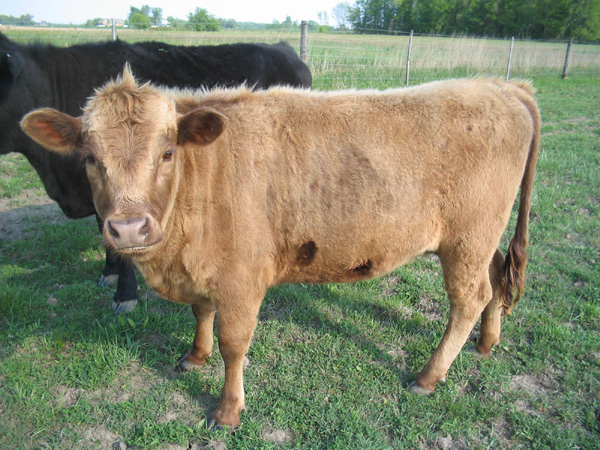
Červeně zbarvená jalovice
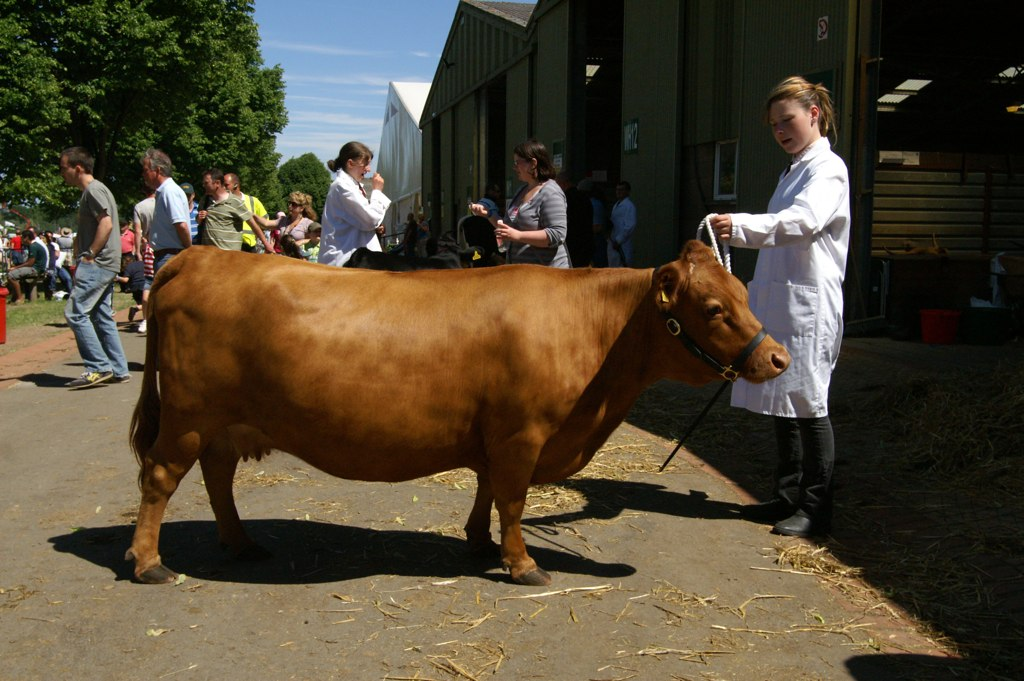
Chondrodysplastická kráva
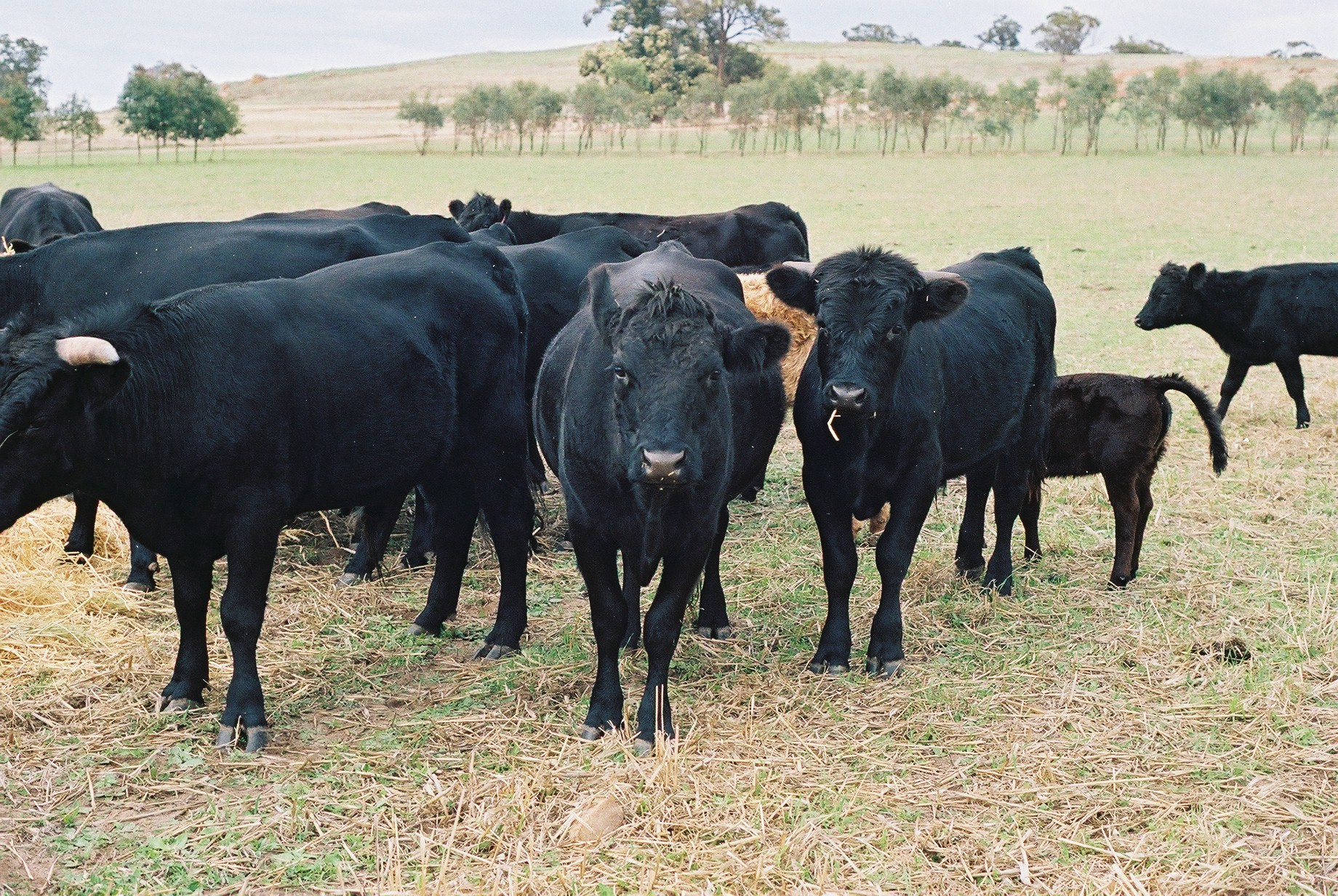
Stádo skotu plemene dexter